# Atashgah de Tiflis
Atashgah ( Georgiano: ათეშგა ) es un edificio religioso en Tiflis, en el distrito histórico de la Ciudad Vieja, en el barrio Kldisubani ( calle Gomi , 3). Declarado por el Ministerio de Cultura y protección de monumentos de Georgia como Monumento arquitectónico de importancia nacional en el año 2017. Es considerado el más septentrional del mundo y el único templo de adoradores del fuego en Georgia .
El nombre está formado por la fusión de las palabras de la lengua persa Atesh kyade - "templo de fuego". Actualmente, es difícil acceder al edificio porque se construyeron viviendas alrededor, el acceso se ha de hacer a través de los patios del vecindario.

## Historia
Se cree que en este lugar, desde la antigüedad, había un templo de los adoradores del fuego, probablemente erigido durante los tiempos de la dominación persa, en los siglos V-VII.  En la década de 1720 se construyó aquí una mezquita, que pronto, en 1735, después de la expulsión de los turcos, fue destruida.
Fue utilizado como un edificio anexo y actualmente se encuentra en estado de ruina.
En 2007, la Oficina del Patrimonio Cultural de Noruega financió los trabajos de conservación del edificio protegiéndolo con un techo de plástico.

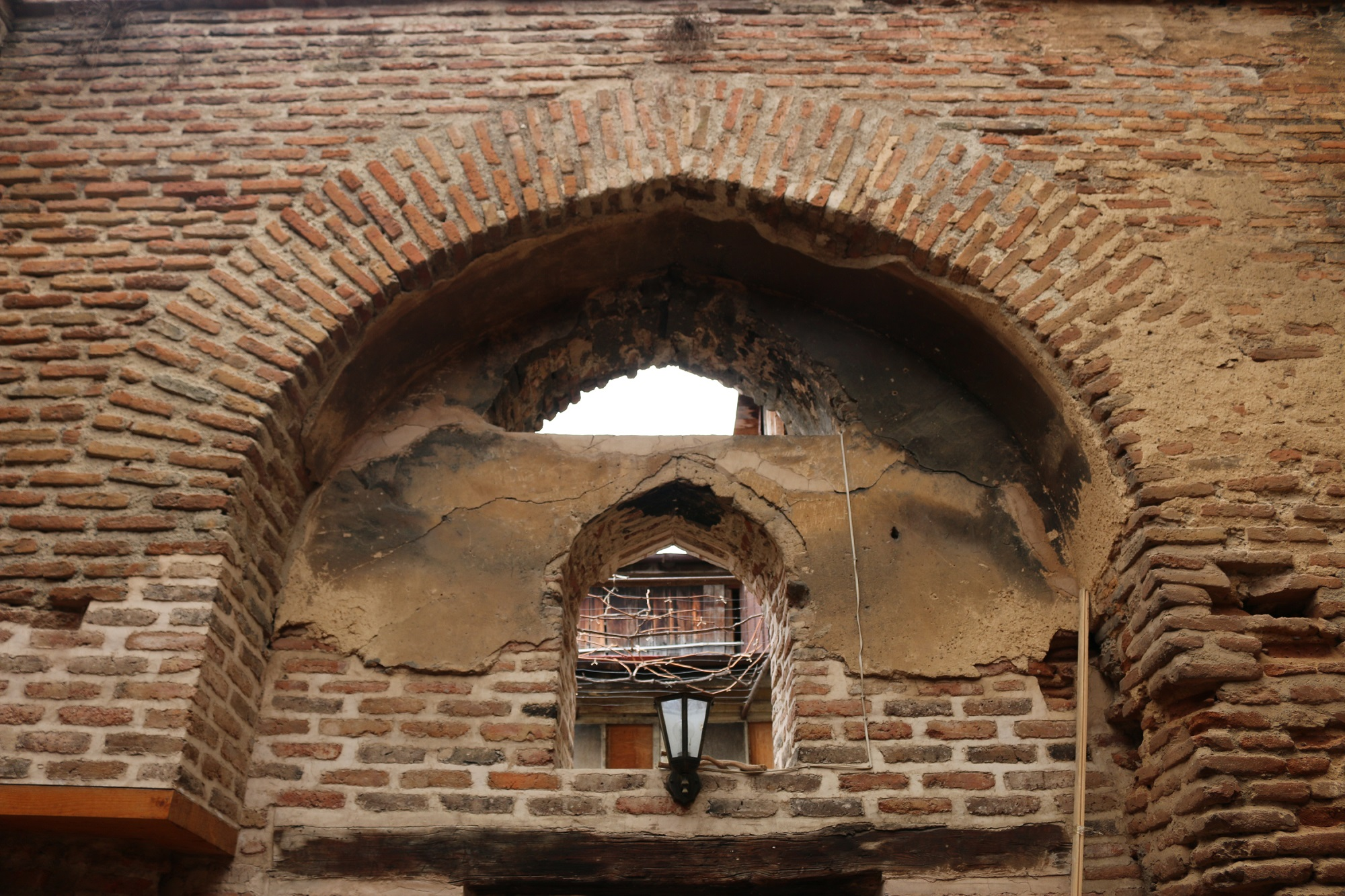
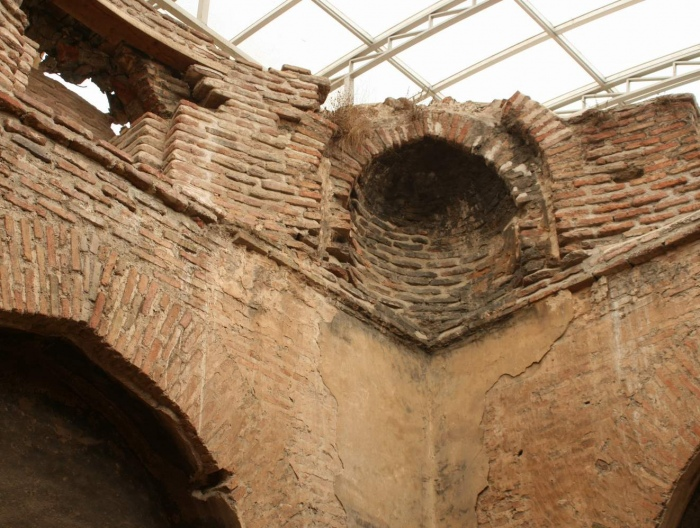
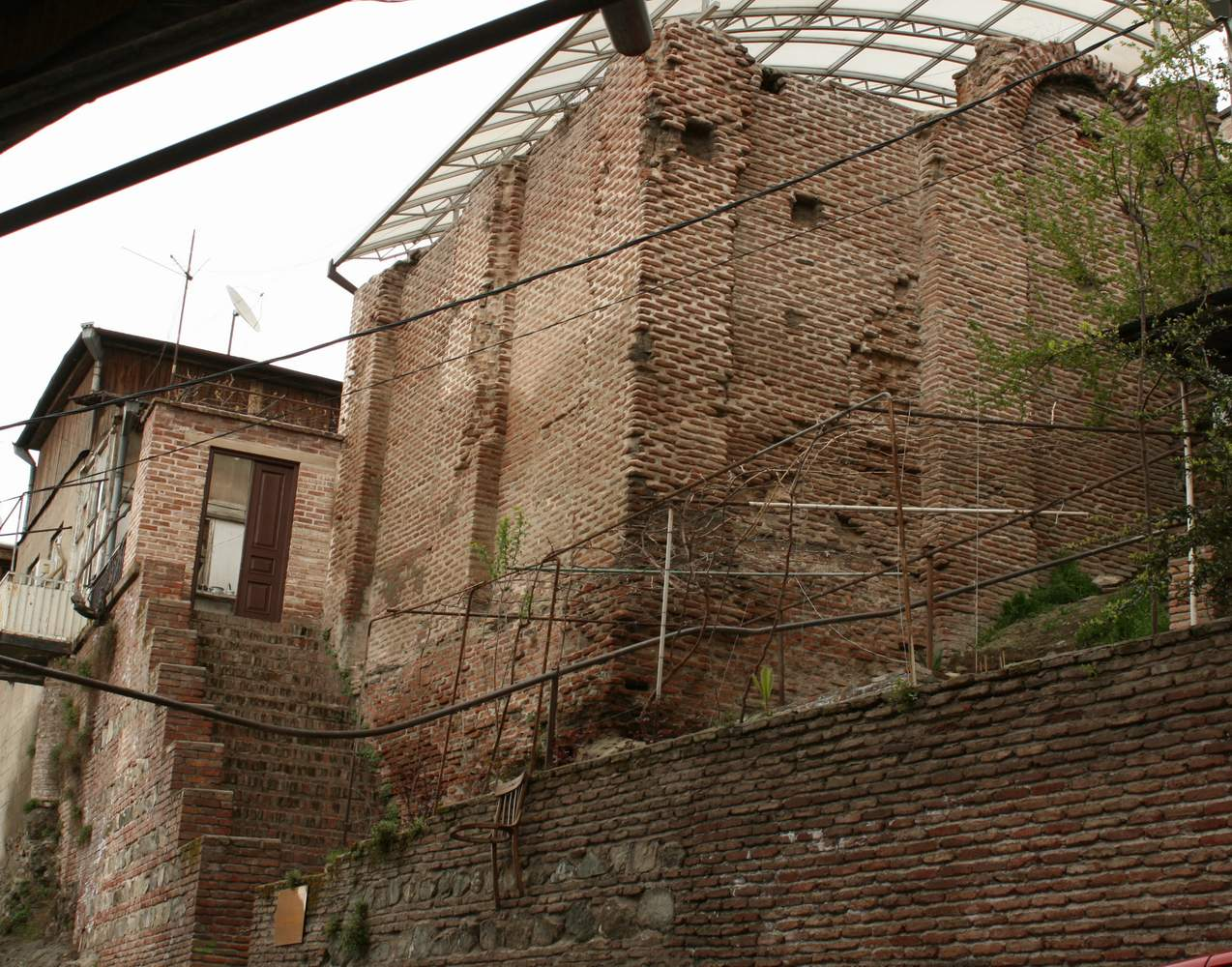